# Raúl Quiroga
Raúl Quiroga, född 26 januari 1962 i San Juan, är en argentinsk före detta volleybollspelare.
Quiroga blev olympisk bronsmedaljör i volleyboll vid sommarspelen 1988 i Seoul.